# Agapetus kithmalie
Agapetus kithmalie là một loài Trichoptera trong họ Glossosomatidae. Chúng phân bố ở miền Ấn Độ - Mã Lai.